# Madison, New Hampshire
Madison är en kommun (town) i Carroll County i delstaten New Hampshire, USA med 2 502 invånare (2010).